# Élections législatives bulgares de novembre 2021
Pour les articles homonymes, voir élections législatives bulgares de 2021.
Les élections législatives bulgares de novembre 2021 ont lieu de manière anticipée le 14 novembre 2021 afin de renouveler les 240 membres de l'Assemblée nationale de la Bulgarie. Le premier tour d'une élection présidentielle est organisé simultanément.
Le scrutin est rendu nécessaire par l'échec de la formation d'un gouvernement à la suite des élections d'avril et de juillet 2021.
Créée deux mois plus tôt, la coalition Nous continuons le changement fait une percée inattendue en tête du scrutin, profitant des reports de voix dû à l'effondrement d'Il y a un tel peuple, jugé responsable de l'échec des négociations de juillet. Hormis le Mouvement des droits et des libertés de la minorité turque et le parti nationaliste Renaissance, qui fait son entrée à l'assemblée, l'ensemble des autres partis subissent un recul. Ces résultats provoquent notamment la démission des dirigeants de Bulgarie démocratique et du Parti socialiste bulgare, tandis que la coalition Debout.BG ! Nous arrivons ! perd toute représentation à l'assemblée.
Le codirigeant de Nous continuons le changement, Kiril Petkov, forme un gouvernement, la formation arrivée en tête bénéficiant de la première tentative en ce sens. Le gouvernement Petkov, composé de Nous continuons le changement, du Parti socialiste bulgare d'Il y a un tel peuple et de Bulgarie démocratique, prend ses fonctions le 13 décembre 2021.

## Contexte
Les élections législatives du 11 juillet 2021 engendrent un résultat quasi identique à celui des élections du 4 avril — qui n'ont pas permis de former un nouveau gouvernement —. Comme trois mois plus tôt, les tentatives de formation d'un gouvernement échouent rapidement, tout en étant marquées par la tentative vivement décriée de Trifonov d'imposer un gouvernement minoritaire d'ITN, excluant toute coalition. Dès le lendemain du scrutin, le dirigeant d'ITN propose à la tête du gouvernement l'ancien ministre de l'Économie Nikolay Vasilev, ex-membre du parti centriste Mouvement national pour la stabilité et le progrès, à la tête d'un « gouvernement d'experts », lors d'une intervention surprise qui prend notamment de cours Bulgarie démocratique (DB) et Debout ! Mafia dehors ! (ISMV) qui s'attendaient à l'ouverture de négociations. Cette décision, « aux allures de chantages » pour DB et ISMV, est de l’avis général jugée peu démocratique, ITN prétendant gouverner seul avec pour légitimité moins d’un quart des voix d'un scrutin où seuls 40 % des Bulgares ont voté. Boïko Borissov accuse ainsi Trifonov de ne pas vouloir en réalité d'un gouvernement et d'« abuser de la confiance des gens », tandis que le coprésident d'ISMV juge la proposition non démocratique et propice à de nouvelles élections. La coalition ISMV change par ailleurs de nom, devenant Debout.BG ! Nous arrivons ! (IBG-NI) le 20 juillet,.
Face à ces critiques, Trifonov annonce trois jours plus tard retirer sa proposition, puis le 30 juillet propose à nouveau un  gouvernement minoritaire avec Plamen Nikolov pour Premier ministre,. Faute de soutien parlementaire, le parti retire le 10 août la composition du gouvernement désigné, signant l'échec de la première tentative d'investiture. Deux jours plus tard, son échec est entériné par un vote du parlement. Comme en mai 2021, le président désigne pour deuxième mandataire le parti arrivé en seconde place, à savoir le GERB, représenté par Daniel Mitov. Ce dernier reçoit le mandat le 20 août, et le retourne le jour même, tout en se déclarant prêt à participer à un gouvernement proposé par un autre parti. Le 27 août, la socialiste Korneliya Ninova est chargée de former un gouvernement. Le 8 septembre, échouant à former un gouvernement, elle rend son mandat, ouvrant la voie à la tenue de nouvelles élections en novembre. 
Le système bulgare prévoit un maximum de trois tentatives de formation d'un gouvernement à la suite des élections. Le président confie ainsi en premier lieu cette responsabilité au parti arrivé en tête, puis au deuxième et enfin à un parti de son choix, avec, en cas d'un triple échec successif, la nomination par le président d'un gouvernement d'intérim et la convocation de nouvelles élections anticipées dans les deux mois, ce que fait le président Radev le 11 septembre. Il annonce alors la tenue de celles ci pour le 14 novembre, en même temps que le premier tour de l'élection présidentielle, avancé d'une semaine sur la date prévue, afin d'en réduire les coûts,. Yanev est reconduit le 16 septembre à la tête d'un gouvernement presque identique au précédent.

## Système électoral
L'Assemblée nationale (en bulgare : Народното събрание) est composée de 240 sièges pourvus pour quatre ans au scrutin proportionnel plurinominal dans 31 circonscriptions électorales de quatre à seize sièges. Les listes sont ouvertes, avec la possibilité pour les électeurs d'effectuer un vote préférentiel envers un candidat de la liste choisie afin de faire monter sa place dans celle-ci. Après décompte des suffrages, la répartition est faite au plus fort reste de Hare entre les listes de candidats ayant atteint le seuil électoral de 4 % des suffrages exprimés au niveau national sur des partis. Les votes pour les candidats indépendants ainsi que ceux « Aucun de ces choix » sont comptés comme des votes valides, mais n'entre pas en compte pour le calcul du seuil,,.

## Forces en présence
| Partis                                                               | Partis | Idéologie                                                              | Chef de file                                  | Résultats en juillet        |
| -------------------------------------------------------------------- | --- | ---------------------------------------------------------------------- | --------------------------------------------- | --------------------------- |
|                                                                      | Il y a un tel peuple Ima takav narod (ITN)                                                                | Attrape-tout Populisme, démocratie directe, lutte contre la corruption | Slavi Trifonov                                | 24,08 % des voix 65 députés |
|                                                                      | Citoyens pour le développement européen de la Bulgarie Grajdani za evropeïsko razvitié na Balgaria (GERB) | Centre droit Conservatisme, démocratie chrétienne, europhilie          | Boïko Borissov                                | 23,51 % des voix 63 députés |
| Union des forces démocratiques Sayouz na demokratitchnité sili (SDS) | Centre droit Conservatisme, démocratie chrétienne, national-conservatisme                                 | Roumen Hristov (en)                                                    |                                               | 23,51 % des voix 63 députés |
|                                                                      | BSP pour la Bulgarie BSP za Balgaria (BSPzB)                                                              | Centre gauche à gauche Social-démocratie, socialisme démocratique      | Korneliya Ninova                              | 13,39 % des voix 36 députés |
|                                                                      | Bulgarie démocratique Demokratitchna Balgaria (DB)                                                        | Centre droit Libéral-conservatisme, europhilie, écologie politique     | Atanas Atanassov / Hristo Ivanov              | 12,64 % des voix 34 députés |
|                                                                      | Mouvement des droits et des libertés Dvijenié za prava i svobodi (DPS)                                    | Centre Social-libéralisme, défense des Turcs de Bulgarie               | Mustafa Karadayi                              | 10,71 % des voix 29 députés |
|                                                                      | Debout.BG ! Nous arrivons ! Izpravi se.BG! Nie idvamé! (IBG-NI)                                           | Gauche Lutte contre la corruption, europhilie                          | Maya Manolova (en) / Nikolaï Hadjiguénov (en) | 5,01 % des voix 13 députés  |
|                                                                      | Nous continuons le changement Prodaljavamé promianata (PP)                                                | Centre Lutte contre la corruption, europhilie                          | Kiril Petkov / Assen Vassilev (en)            | Nouveau                     |
|                                                                      | Renaissance Vazrajdané (V)                                                                                | Extrême droite National-conservatisme, euroscepticisme                 | Kostadin Kostadinov (en)                      | 2,97 % des voix 0 députés   |

## Campagne
La campagne de novembre 2021 a lieu comme les précédentes en pleine pandémie de Covid-19, mais devient cette fois-ci un facteur aggravant en raison du manque d'engagement des partis en faveur de la vaccination. Marquée par la montée du variant Delta, la pandémie est en effet facilitée par le taux très bas de vaccination, la Bulgarie étant en septembre 2021 le pays le moins vacciné de l'Union européenne avec seulement 20 % de la population adulte, contre 69 % en moyenne dans l'UE. Le pays est alors sujet à un « scepticisme généralisé » à l'égard du vaccin, une situation aggravée par l'absence d'une réelle campagne de santé publique sur le sujet et le silence de la classe politique. Redoutant de s'engager en pleine campagne électorale sur un sujet dont la population se méfie, aucun responsable politique au sein du gouvernement comme de l'opposition n'appelle ainsi la population à se faire vacciner. L'aggravation de la situation sanitaire conduit finalement le gouvernement a resserrer à partir du 7 septembre les restrictions imposées aux évènements et lieux publics. L'introduction à partir du 21 octobre d'un passe sanitaire — obligatoire pour l'accès aux écoles, restaurants ainsi que pour rendre visites aux patients des hôpitaux — provoque une ruée sur les vaccins, mais également des manifestations d'une partie de la population opposée à cette mesure, encouragée par les critiques de l'ensemble des principaux partis politiques à l'encontre du passe, dont notamment GERB, le BSP et ITN, dont le dirigeant Slavi Trifonov évoque un risque de « ségrégation » de la population,,,.
La campagne voit les partis anti corruption, Il y a un tel peuple (ITN), Bulgarie démocratique (DB) et Debout.BG ! Nous arrivons ! (IBG-NI) tenter de reproduire leur bons résultats du scrutin de juillet. Les soutiens d'ITN s'étiolent cependant, à la suite de sa tentative polémique de formation forcée d'un gouvernement minoritaire. Outre la dégradation des relations avec les autres partis de l'opposition, cet évènement provoque une forte baisse des intentions de votes en faveur d'ITN au cours des mois qui s'ensuivent, le parti perdant plus de la moitié de ses résultats dans les sondages par rapport aux 24 % obtenus dans les urnes en juillet.
La perte de vitesse d'ITN se produit dans le contexte de l'arrivée sur la scène politique d'une nouvelle coalition anti-corruption, Nous continuons le changement (PP). Cette dernière est menée par Kiril Petkov et Asen Vasilev, anciens ministres respectivement de l'Économie et des Finances dans le premier gouvernement transitoire de Stefan Yanev ayant perdu leurs ministères lors d'un remaniement en juillet. Nouveaux sur la scène politique, les deux hommes s'étaient fait connaître pour leurs vives critiques des pratiques de corruption de l'ancien gouvernement de Boïko Borissov. Nous continuons le changement axe ainsi sa campagne sur les effets bénéfiques pour l'économie du pays d'une lutte affirmée contre la corruption et une gestion transparente des ressources de l'État. Placée au centre de l'échiquier politique, la nouvelle coalition se donne alors pour but de faciliter la formation d'un gouvernement par les différentes formations anti-corruption, et se hisse rapidement en deuxième position dans les intentions de vote,. Outre leur ancrage au centre et leur campagne contre la corruption, Petkov et Vasilev défendent l'ancrage de la Bulgarie au sein de l’Union européenne et de l’OTAN. Tous deux entrepreneurs et hommes d'affaires, les deux anciens ministres bénéficient d'une bonne image en matière d'économie.
La baisse d'ITN profite cependant principalement au parti Citoyens pour le développement européen de la Bulgarie (GERB) de Borissov, qui retrouve sa position en tête des sondages, ce qui lui permettrait si ces résultats se traduisaient dans les urnes d'être en position de force pour retrouver son poste de Premier ministre. Espérant tirer parti de la frustration des électeurs devant le blocage institutionnel, GERB fait ainsi campagne sur l'incapacité de ses opposants à s'entendre pour former une gouvernement.
Au niveau économique, la campagne électorale bulgare intervient en période de forte inflation, cette dernière atteignant un niveau record de 4,8 % en septembre 2021, jamais atteint depuis neuf ans,. La campagne se déroule également en pleine flambée des prix du gaz naturel à l’approche de l'hiver. Les prix records conduisent une partie croissante de la population à se retrouver dans l'incapacité de chauffer adéquatement son logement, alors même qu'une étude de l'Observatoire européen sur la précarité énergétique avait conclu en 2020 que celle ci touchait déjà 33,7 % de la population bulgare,. Dans ce contexte, la Bulgarie bénéficie d'une réduction surprise du prix de son approvisionnement en gaz par le géant russe Gazprom, qui le fixe a 46,5 euros le mégawatt-heure, soit moitié moins que les tarifs en vigueur en Europe, et ce alors même que la compagnie publique Bulgargaz tablait sur une augmentation de 32 %. Qualifiée de « remise préélectorale », ce rabais inattendu profite particulièrement au gouvernement transitoire ainsi qu'au président Roumen Radev, fortement critiqué par le GERB sur le sujet de la crise des prix de l'énergie. Perçu comme un échange de bon procédé en vue des négociations sur le renouvellement en 2022 du contrat de Gazprom, la décision de la compagnie met en difficulté Borissov, qui avait cherché lorsqu'il était au pouvoir a créer une compagnie pétrolière nationale,,.

## Sondages
Le graphique qui aurait dû être présenté ici ne peut pas être affiché car il utilise l'ancienne extension Graph, désactivée pour des questions de sécurité. Des indications pour créer un nouveau graphique avec la nouvelle extension Chart sont disponibles ici.

## Résultats
|                          |                                              |           |       |               |        |               |  |  |  |
| Partis ou coalitions     | Partis ou coalitions                         | Voix      | %     | +/-           | Sièges | +/-           |  |  |  |
|                          | Nous continuons le changement (PP)           | 673 170   | 25,32 | Nv.           | 67     | 67            |  |  |  |
|                          | Coalition GERB-SDS                           | 596 456   | 22,44 | 0,77          | 59     | 4             |  |  |  |
|                          | Mouvement des droits et des libertés (DPS)   | 341 000   | 12,83 | 2,26          | 34     | 5             |  |  |  |
|                          | BSP pour la Bulgarie (BSPzB)                 | 267 817   | 10,07 | 3,15          | 26     | 10            |  |  |  |
|                          | Il y a un tel peuple (ITN)                   | 249 743   | 9,39  | 14,39         | 25     | 40            |  |  |  |
|                          | Bulgarie démocratique (DB)                   | 166 968   | 6,28  | 6,20          | 16     | 18            |  |  |  |
|                          | Renaissance (V)                              | 127 568   | 4,80  | 1,83          | 13     | 13            |  |  |  |
|                          | Debout.BG ! Nous arrivons ! (IBG-NI)         | 60 055    | 2,26  | 2,69          | 0      | 13            |  |  |  |
|                          | VMRO - Mouvement national bulgare (VMRO-BND) | 28 322    | 1,07  | –             | 0      | en stagnation |  |  |  |
|                          | Parti social-démocrate bulgare               | 13 710    | 0,52  | N/a           | 0      | en stagnation |  |  |  |
|                          | Union nationale Attaque (Ataka)              | 12 153    | 0,46  | 0,01          | 0      | en stagnation |  |  |  |
|                          | Société pour une nouvelle Bulgarie           | 11 627    | 0,44  | Nv.           | 0      | en stagnation |  |  |  |
|                          | Voix du peuple                               | 11 546    | 0,43  | 0,26          | 0      | en stagnation |  |  |  |
|                          | Union nationale de la droite                 | 11 239    | 0,42  | N/a           | 0      | en stagnation |  |  |  |
|                          | Front patriotique (PF)                       | 8 584     | 0,32  | –             | 0      | en stagnation |  |  |  |
|                          | Volya                                        | 7 067     | 0,27  | –             | 0      | en stagnation |  |  |  |
|                          | Russophiles pour le renouveau de la patrie   | 6 803     | 0,26  | –             | 0      | en stagnation |  |  |  |
|                          | Pravoto                                      | 6 712     | 0,25  | Nv.           | 0      | en stagnation |  |  |  |
|                          | Autres partis                                | 22 081    | 0,83  | –             | 0      | en stagnation |  |  |  |
|                          | Indépendants                                 | 182       | 0,01  | en stagnation | 0      | en stagnation |  |  |  |
|                          | « Aucun de ces choix »                       | 35 745    | 1,34  | 0,07          |        |               |  |  |  |
|                          |                                              |           |       |               |        |               |  |  |  |
| Suffrages exprimés       | Suffrages exprimés                           | 2 658 548 | 99,58 |               |        |               |  |  |  |
| Votes blancs et nuls     | Votes blancs et nuls                         | 11 315    | 0,42  |               |        |               |  |  |  |
| Total                    | Total                                        | 2 669 863 | 100   | –             | 240    | en stagnation |  |  |  |
| Abstentions              | Abstentions                                  | 4 276 989 | 51,57 |               |        |               |  |  |  |
| Inscrits / Participation | Inscrits / Participation                     | 6 946 852 | 38,43 |               |        |               |  |  |  |

## Analyse

Parti en tête par circonscription électorale.

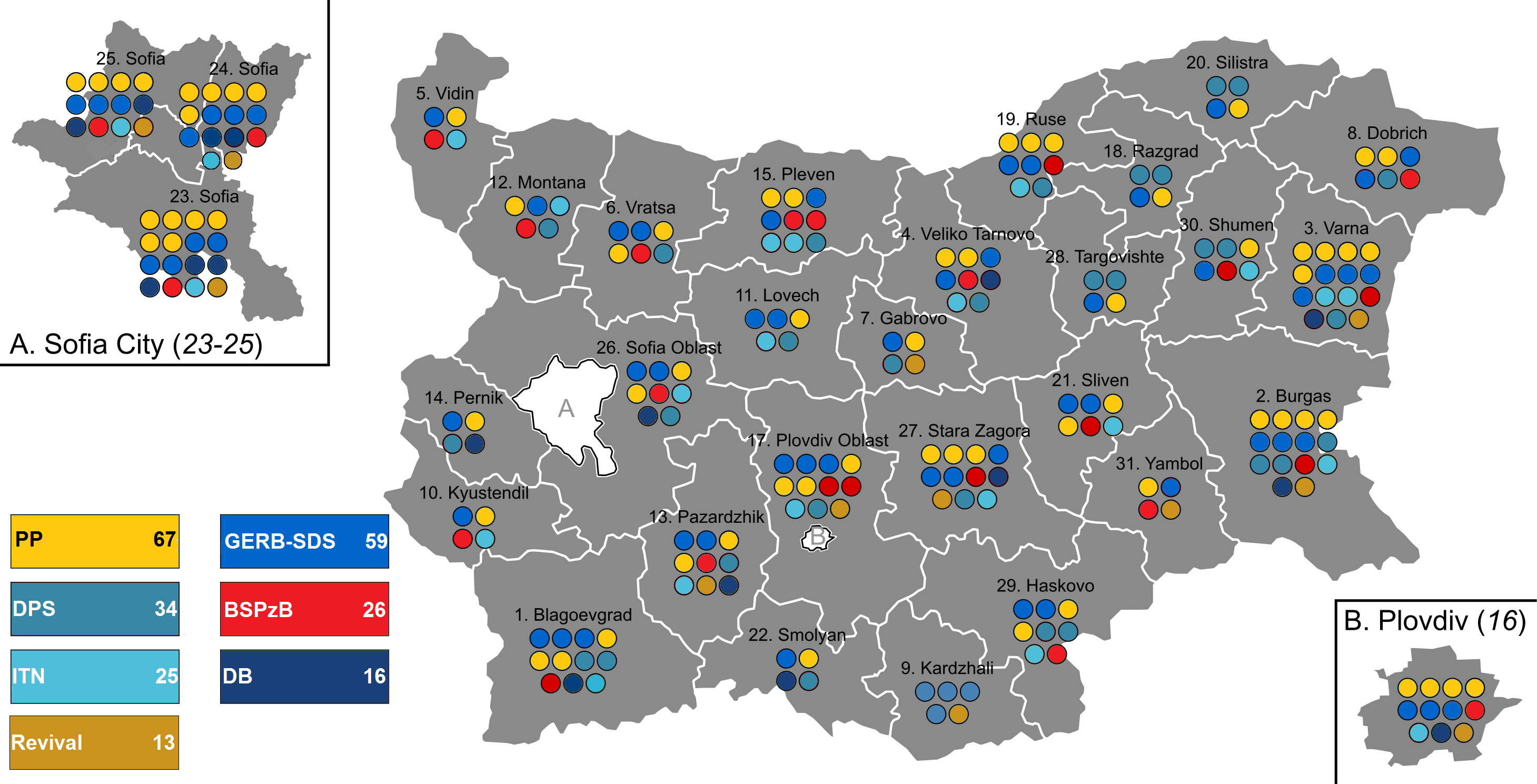
Sièges par parti par circonscription électorale.

Le scrutin est une nette victoire pour Nous continuons le changement (PP) de Kiril Petkov et Asen Vasilev. Arrivée en tête, la coalition provoque la surprise en réunissant un peu plus d'un quart des suffrages pour sa première participation à des élections. A l'annonce des résultats, Petkov annonce son intention d'entamer des négociations « transparentes » avec ITN et DB. Une coalition élargie à BSPzB, qui permettrait à un gouvernement soutenu par ces quatre formations d'obtenir la majorité absolue à l'assemblée, est attendue.
Principal perdant du scrutin, Il y a un tel peuple recule de la première à la cinquième place, grévé par l'échec de Slavi Trifonov à former une coalition,. Le 17 novembre, ce dernier s'annonce favorable à une coalition avec Nous continuons le changement.
Face aux mauvais résultats obtenus par Bulgarie démocratique, qui perd plus de la moitié de ses sièges, son dirigeant Hristo Ivanov ainsi que l'ensemble du bureau politique du parti présentent leur démission au lendemain des élections,.
Pour la première fois de son histoire, le Parti socialiste bulgare ne figure pas dans le trio de tête aux législatives. Devant ce résultat qu'elle qualifie de « catastrophique », sa dirigeante Korneliya Ninova déclare en prendre l'entière responsabilité et annonce le 16 novembre sa démission prochaine, effective après l'élection d'un nouveau dirigeant lors d'un congrès attendu en janvier 2022.

## Formation du gouvernement

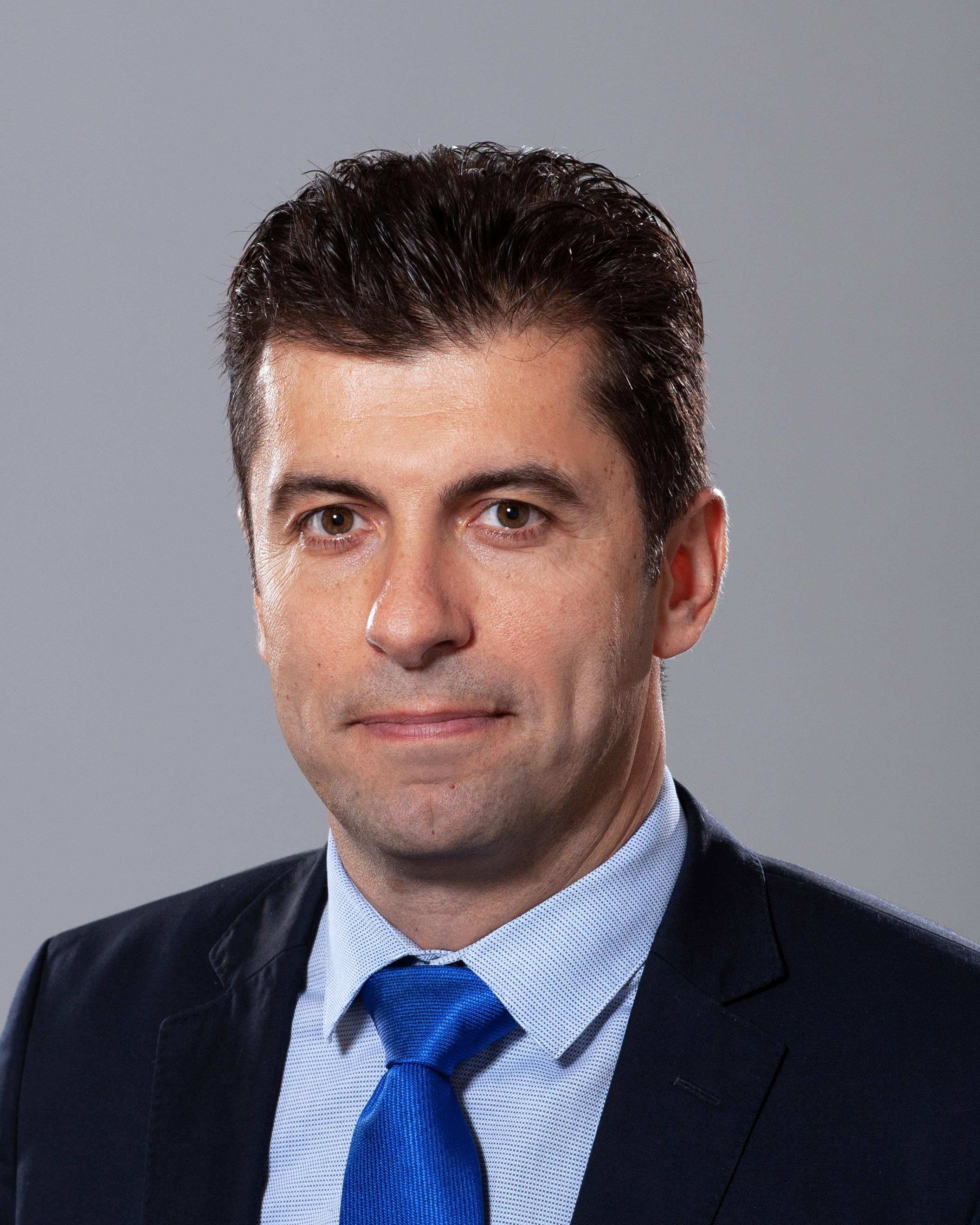
Kiril Petkov

En pleine tractations pour la formation d'un gouvernement, Nous continuons le changement est confortée par la nette victoire du président Roumen Radev au second tour de l'élection présidentielle le 21 novembre. Fortement engagé sur le thème de la lutte contre la corruption, celui-ci recueille près de deux tiers des suffrages exprimés contre son opposant, le candidat du GERB Anastas Guerdjikov,. Kiril Petkov et Assen Vassilev félicitent le soir même Radev pour sa réélection, annonçant être prêt à travailler avec lui.
Le 23 novembre, les premiers échanges entre Nous continuons le changement, BSP pour la Bulgarie, Il y a un tel peuple et Bulgarie démocratique commencent, sous le format de discussions thématiques menées par des experts de chaque formation politique,. Elles s'achèvent cinq jours plus tard, après dix-huit cycles de discussions. Lors de la séance constitutive de la 47e législature le 3 décembre, le député de Nous continuons le changement Nikola Minchev est élu président de l'Assemblée nationale par 158 voix pour et 72 contre. Au lendemain de cette séance parlementaire, le cofondateur de PP Assen Vassilev indique que l'objectif de sa formation est de disposer d'un gouvernement opérationnel la semaine suivante. Il fait savoir le 9 décembre que le contrat de coalition pourrait être prêt dès le lendemain. 
L'accord de coalition est effectivement signé le 10 décembre par les quatre formations, l'investiture parlementaire du gouvernement de Kiril Petkov étant programmée trois jours plus tard. L'accord, qui totalise 140 pages, centre le travail de l'exécutif sur la lutte contre la corruption, la réforme de la justice et la modernisation du système de santé,. 
Préalablement, Kiril Petkov reçoit formellement du président Radev le mandat de former le nouveau gouvernement bulgare le 11 décembre. Petkov retourne aussitôt à Radev la structure ministérielle et la liste des ministres de l'équipe qu'il entend constituer. Il présente quelques heures plus tard à la presse la composition de son équipe gouvernementale, lors d'un événement organisé au siège de l'Assemblée nationale, et insiste sur le fait que son mandat de quatre ans sera placé sous le slogan « Tolérance zéro pour la corruption ». Le 13 décembre, le gouvernement reçoit la confiance de l'Assemblée par 134 voix pour et 104 contre.